# Барунское сельское муниципальное образование
Барунское сельское муниципальное образование — сельское поселение в Юстинском районе Калмыкии. Административный центр - посёлок Барун.

## География
Барунское СМО расположено в северной части Юстинского района и граничит:
- на юго-востоке — с Татальским СМО;
- на юге — с Юстинским СМО;
- на западе и севере — с Октябрьский район Калмыкии|Октябрьским районом Калмыкии (Хошеутовское, Иджилское и Джангарское СМО);
- на северо-востоке - с Астраханской областью.

В рельефе территория Барунского СМО выражена полого-волнистой равниной на морских верхнехвалынских отложениях с участками грядового рельефа и массивами перевеянных песков. Рельеф равнинный, представлен Прикаспийской низменностью. На территории СМО преобладают бурые полупустынные почвы.

### Гидрография
Гидрографическая сеть Барунского СМО развита слабо. На территории расположен сбросный канал.

### Климат
Климат территории резко континентальный, сухой. Количество атмосферных осадков в среднем составляет 200-300 мм в год, в теплый период 130-165 мм. Летом средние температуры составляют + 23+25 градусов по Цельсию, достигая порой 39-40 и выше. Минимальная температура января – 35…-37 С. Зимой погода характеризуется крайней неустойчивостью. Частые ветра вызывают понижение температуры. Специфической особенностью описываемой территории являются засухи и суховеи. В Барунском СМО число дней с данными неблагоприятными природными явлениями может достигать 119 дней.

## Население
| 2002 | 2010 | 2011 | 2012 | 2013 | 2014 | 2015 |
| ---- | ---- | ---- | ---- | ---- | ---- | ---- |
| 701  | ↗704 | ↗709 | ↘693 | ↘669 | ↘653 | ↘645 |
| 2016 | 2017 | 2018 | 2019 | 2020 | 2021 |      |
| ↘629 | ↗637 | ↘624 | ↘618 | ↘605 | ↘553 |      |

Численность населения Барунского СМО по состоянию на 01.01.2012 года составила 678 человек. Большая часть населения (свыше 90 %) проживает в посёлке Барун. Демографические тенденции неоднозначны.

### Национальный состав
Национальный состав населения характеризуется преобладанием в Барунском СМО калмыков (95 %). Русские составляют 3 %, казахи - 2%.

## Состав сельского поселения
| № | Населённый пункт | Тип населённого пункта          | Население |
| - | ---------------- | ------------------------------- | --------- |
| 1 | Барун            | посёлок, административный центр | ↗704      |
| 2 | Первомайский     | посёлок                         | →5        |

## Экономика
Сельское хозяйство является базовой отраслью специализации Бергинского СМО. Всего на территории поселения действуют 35 КФХ и 166 ЛПХ. Основным видом их деятельности является разведение и выращивание сельскохозяйственных животных. Площадь пастбищ составляет 88,82 тыс. га.

## Транспортная инфраструктура
Транспортная инфраструктура неразвита. Автодорога Барун - Чомпот (54 км), обеспечивающая связь с районным центром, твёрдого покрытия не имеет